# أليخاندرو توليدو (ملحن)
أليخاندرو توليدو (بالإسبانية: Alejandro Toledo)‏ هو ملحن أرجنتيني، ولد في 4 يناير 1977 في قرطبة في الأرجنتين.